# Alejandro Pérez (peleador)
Alejandro Pérez Domínguez (Aguascalientes, Aguascalientes; 2 de septiembre de 1989) es un artista marcial mixto mexicano. Fue el ganador de peso gallo de The Ultimate Fighter: Latin America y posteriormente compitió en la división de peso gallo de Ultimate Fighting Championship (UFC).

## Carrera de artes marciales mixtas

### Carrera temprana
Pérez hizo su debut profesional en las artes marciales mixtas en 2005 a la edad de 16 años, compitiendo para promociones regionales en todo México. Él fue capaz de compilar un récord de 14-5 antes de probar para The Ultimate Fighter en 2014.

### The Ultimate Fighter: Latin America
En mayo de 2014, se reveló que Pérez era miembro del reparto de The Ultimate Fighter: Latin America, compitiendo para el equipo Velásquez.
En el transcurso del programa, Pérez derrotó primero a Fredy Serrano en los cuartos de final por decisión unánime. En las semifinales, Pérez derrotó a Guido Cannetti por KO en la primera ronda para llegar a la final.

### Ultimate Fighting Championship
Pérez hizo su debut oficial en la UFC el 15 de noviembre de 2014 en UFC 180, enfrentándose a su compañero de reparto, y antiguo oponente José Alberto Quiñónez en la final de peso gallo. Pérez ganó el combate por decisión unánime ganando el torneo.
Para su segunda combate con la promoción, Pérez se enfrentó a Patrick Williams el 13 de junio de 2015 en UFC 188. Perdió el combate por sumisión en el primer asalto.
Pérez se enfrentó a Scott Jorgensen el 21 de noviembre de 2015 en The Ultimate Fighter Latin America 2 Finale. Ganó el combate por TKO en el segundo asalto después de que Jorgensen no pudiera continuar tras lesionarse el tobillo.
Pérez se enfrentó a Ian Entwistle el 10 de abril de 2016 en UFC Fight Night: Rothwell vs. dos Santos. Ganó el combate por TKO en el primer asalto y obtuvo el premio a la Actuación de la Noche.
Se esperaba que Pérez se enfrentara a Manvel Gamburyan el 17 de septiembre de 2016 en UFC Fight Night: Poirier vs. Johnson. Sin embargo, Gamburyan se retiró de la pelea a mediados de agosto por razones personales no reveladas y fue reemplazado por Albert Morales. El combate fue calificado como un empate mayoritario.
Se esperaba que Pérez se enfrentara a Rob Font el 3 de diciembre de 2016 en The Ultimate Fighter 24 Finale. Sin embargo, Pérez se retiró del combate el 24 de noviembre. Fue sustituido por el recién llegado a la promoción Matt Schnell.
Pérez se enfrentó a Andre Soukhamthath el 5 de agosto de 2017 en UFC Fight Night: Pettis vs. Moreno. Ganó el combate por decisión dividida.
Pérez se enfrentó a Iuri Alcântara el 9 de diciembre de 2017 en UFC Fight Night: Swanson vs. Ortega. Ganó el combate por decisión unánime.
Pérez se enfrentó a Matthew Lopez el 14 de abril de 2018 en UFC on Fox: Poirier vs. Gaethje. Ganó el combate por TKO en el segundo asalto.
Pérez se enfrentó a Eddie Wineland el 14 de julio de 2018 en UFC Fight Night: dos Santos vs. Ivanov. Ganó el combate por decisión unánime.
Se esperaba que Pérez se enfrentara a Song Yadong el 2 de marzo de 2019 en UFC 235. Sin embargo, se informó el 11 de enero de 2019 que se retiró el 11 de enero debido a una razón no revelada. Fue sustituido por Cody Stamann. Pérez perdió el combate por decisión unánime. El combate contra Song Yadong fue reprogramado y finalmente tuvo lugar el 6 de julio de 2019 en UFC 239. Pérez perdió el combate por nocaut en el primer asalto.
Se esperaba que Pérez se enfrentara a Thomas Almeida el 11 de octubre de 2020 en UFC Fight Night: Moraes vs. Sandhagen. Sin embargo, el 2 de octubre se anunció que Pérez se veía obligado a abandonar la competición por haber dado positivo en COVID-19.
Pérez se enfrentó a Johnny Eduardo el 2 de octubre de 2021 en UFC Fight Night: Santos vs. Walker. Ganó el combate por sumisión en el segundo asalto. Esta victoria le valió el premio a la Actuación de la Noche.
Pérez se enfrentó a Jonathan Martínez el 26 de febrero de 2022 en UFC Fight Night 202. Perdió la pelea por decisión unánime.
En enero de 2023, se anunció que Pérez había sido liberado por UFC tras casi nueve años compitiendo en la promoción.

## Campeonatos y logros
- Ultimate Fighting Championship
  - Ganador del torneo The Ultimate Fighter: Latin America
  - Actuación de la Noche (dos veces) vs. Ian Entwistle y Johnny Eduardo

## Récord en artes marciales mixtas
| Récord profesional | Récord profesional | Récord profesional |
| 32 peleas          | 22 victorias       | 9 derrotas         |
| ------------------ | ------------------ | ------------------ |
| Nocaut             | 9                  | 2                  |
| Sumisión           | 6                  | 3                  |
| Decisión           | 7                  | 4                  |
| Empate             | 1                  | 1                  |

| Resultado | Récord | Oponente              | Método                                             | Evento                                                          | Fecha                    | Ronda | Tiempo | Localización            | Notas                                                                                  |
| --------- | ------ | --------------------- | -------------------------------------------------- | --------------------------------------------------------------- | ------------------------ | ----- | ------ | ----------------------- | -------------------------------------------------------------------------------------- |
| Derrota   | 22–9–1 | Jonathan Martínez     | Decisión (unánime)                                 | UFC Fight Night: Makhachev vs. Green                            | 26 de febrero de 2022    | 3     | 5:00   | Las Vegas, Nevada       |                                                                                        |
| Victoria  | 22–8–1 | Johnny Eduardo        | Sumisión (bloqueo del brazo con bufanda)           | UFC Fight Night: Santos vs. Walker                              | 2 de octubre de 2021     | 2     | 4:13   | Las Vegas, Nevada       | Actuación de la Noche.                                                                 |
| Derrota   | 21–8–1 | Song Yadong           | KO (golpe)                                         | UFC 239                                                         | 6 de julio de 2019       | 1     | 2:04   | Las Vegas, Nevada       |                                                                                        |
| Derrota   | 21–7–1 | Cody Stamann          | Decisión (unánime)                                 | UFC 235                                                         | 2 de marzo de 2019       | 3     | 5:00   | Las Vegas, Nevada       |                                                                                        |
| Victoria  | 21–6–1 | Eddie Wineland        | Decisión (unánime)                                 | UFC Fight Night: dos Santos vs. Ivanov                          | 14 de julio de 2018      | 3     | 5:00   | Boise, Idaho            |                                                                                        |
| Victoria  | 20–6–1 | Matthew Lopez         | TKO (rodillazos y golpes)                          | UFC on Fox: Poirier vs. Gaethje                                 | 14 de abril de 2018      | 2     | 3:42   | Glendale, Arizona       |                                                                                        |
| Victoria  | 19–6–1 | Iuri Alcântara        | Decisión (unánime)                                 | UFC Fight Night: Swanson vs. Ortega                             | 9 de diciembre de 2017   | 3     | 5:00   | Fresno, California      |                                                                                        |
| Victoria  | 18–6–1 | Andre Soukhamthath    | Decisión (dividida)                                | UFC Fight Night: Pettis vs. Moreno                              | 5 de agosto de 2017      | 3     | 5:00   | Ciudad de México        |                                                                                        |
| Empate    | 17–6–1 | Albert Morales        | Empate (mayoritario)                               | UFC Fight Night: Poirier vs. Johnson                            | 17 de septiembre de 2016 | 3     | 5:00   | Hidalgo, Texas          | A Pérez se le descontó 1 punto por golpear a Morales tras el final del segundo asalto. |
| Victoria  | 17–6   | Ian Entwistle         | TKO (golpes)                                       | UFC Fight Night: Rothwell vs. dos Santos                        | 10 de abril de 2016      | 1     | 4:04   | Zagreb                  | Actuación de la Noche.                                                                 |
| Victoria  | 16–6   | Scott Jorgensen       | TKO (lesión de tobillo)                            | The Ultimate Fighter Latin America 2 Finale: Magny vs. Gastelum | 21 de noviembre de 2015  | 2     | 4:26   | Monterrey               |                                                                                        |
| Derrota   | 15–6   | Patrick Williams      | Sumisión técnica (estrangulamiento por guillotina) | UFC 188                                                         | 13 de junio de 2015      | 1     | 0:23   | Ciudad de México        |                                                                                        |
| Victoria  | 15–5   | José Alberto Quiñónez | Decisión (unánime)                                 | UFC 180                                                         | 15 de noviembre de 2014  | 3     | 5:00   | Ciudad de México        | Ganó el torneo de peso gallo The Ultimate Fighter: Latin America.                      |
| Victoria  | 14–5   | Wanderson Marinho     | Sumisión (estrangulamiento por detrás)             | Jungle Fight 59                                                 | 12 de octubre de 2013    | 2     | 1:15   | Río de Janeiro          |                                                                                        |
| Derrota   | 13–5   | José Alberto Quiñónez | Decisión (unánime)                                 | Fight Club Mexico 3                                             | 2 de agosto de 2013      | 3     | 5:00   | Aguascalientes          |                                                                                        |
| Victoria  | 13–4   | Carlo Medina          | TKO (golpes)                                       | Kamikaze Fight League 2                                         | 29 de mayo de 2013       | 1     | 1:49   | Puerto Vallarta         |                                                                                        |
| Victoria  | 12–4   | Masio Fullen          | Decisión (unánime)                                 | Xtreme Combat 14                                                | 23 de junio de 2012      | 3     | 5:00   | Ciudad de México        |                                                                                        |
| Victoria  | 11–4   | Fabian Galván         | Decisión (unánime)                                 | The Supreme Cage 1                                              | 10 de marzo de 2012      | 3     | 5:00   | Monterrey               |                                                                                        |
| Derrota   | 10–4   | Masio Fullen          | TKO (golpes)                                       | Total Fight Championship                                        | 28 de mayo de 2011       | 1     | 4:00   | Guadalajara             |                                                                                        |
| Victoria  | 10–3   | Gilberto Aguilar      | Decisión (unánime)                                 | Supreme Combat Challenge 4                                      | 12 de noviembre de 2010  | 3     | 5:00   | Guadalajara             |                                                                                        |
| Victoria  | 9–3    | Rodolfo Rubio         | TKO (golpes)                                       | Total Combat 33                                                 | 11 de julio de 2009      | 2     | 0:51   | Ciudad de México        |                                                                                        |
| Victoria  | 8–3    | Jorge Pineda          | TKO (golpes)                                       | Black FC 5                                                      | 19 de marzo de 2009      | 2     | 0:45   | Zapopan                 |                                                                                        |
| Victoria  | 7–3    | Victor Jauregui       | TKO (golpes)                                       | MMA Xtreme 22                                                   | 16 de agosto de 2008     | 1     | N/A    | Ciudad de México        |                                                                                        |
| Victoria  | 6–3    | Gaston Pérez          | Sumisión (estrangulamiento por detrás)             | Black FC 3                                                      | 15 de mayo de 2008       | 1     | 1:06   | Zapopan                 |                                                                                        |
| Derrota   | 5–3    | Kevin Dunsmoor        | Sumisión (barra de brazo)                          | MMA Xtreme 21                                                   | 19 de abril de 2008      | 2     | 1:27   | Ciudad de México        |                                                                                        |
| Victoria  | 5–2    | Carlos de Luna        | Sumisión (estrangulamiento por triángulo)          | MMA Xtreme 19                                                   | 2 de febrero de 2008     | 1     | 1:49   | Cancún                  |                                                                                        |
| Derrota   | 4–2    | Iván López            | Decisión (unánime)                                 | MMA Xtreme 18                                                   | 26 de enero de 2008      | 3     | 5:00   | Tijuana                 |                                                                                        |
| Victoria  | 4–1    | Jorge Pineda          | TKO (golpes)                                       | Black FC 2                                                      | 1 de noviembre de 2007   | 1     | 1:44   | Zapopan                 |                                                                                        |
| Derrota   | 3–1    | Chris David           | Sumisión (barra de brazo)                          | MMA Xtreme 11                                                   | 21 de abril de 2007      | 2     | 0:36   | Ciudad de México        |                                                                                        |
| Victoria  | 3–0    | Roberto Esparaza      | KO (golpe)                                         | MMA Xtreme 2                                                    | 23 de abril de 2006      | 1     | N/A    | Ciudad de México        |                                                                                        |
| Victoria  | 2–0    | Marcello Porto        | Sumisión (estrangulamiento por guillotina)         | Espartan Fighting 7                                             | 30 de septiembre de 2005 | 1     | N/A    | Monterrey               |                                                                                        |
| Victoria  | 1–0    | Mario Rivera          | Sumisión (estrangulamiento por detrás)             | Gladiator Challenge 39                                          | 17 de junio de 2005      | 1     | 2:11   | Porterville, California |                                                                                        |